# François Delattre
François Delattre (sinh ngày 15 tháng 11 năm 1963) là Đại diện thường trực Pháp tại Liên Hợp Quốc ở New York và Trưởng phái đoàn thường trực Pháp tại Liên Hợp Quốc từ năm 2014. Ông được Tổng thống Pháp François Hollande bổ nhiệm vào chức vụ này ngày 12 tháng 6 năm 2014 với hiệu lực từ ngày 15 tháng 7 năm 2014. Ông là Đại sứ Pháp tại Hoa Kỳ cho đến ngày 14 tháng 6 năm 2014, chức vụ do Tổng thống Nicolas Sarkozy bổ nhiệm vào tháng 2 năm 2011.

## Tiểu sử
Delattre tốt nghiệp từ Sciences Po ở Paris năm 1984 và Trường Hành chính quốc gia Pháp với bằng cấp về luật quốc tế năm 1989.
Năm 1989, Delattre gia nhập Bộ Ngoại giao Pháp, ông phục vụ ở Đại sứ quán Pháp tại Đức và Vụ Các vấn đề Chiến lược và Giải trừ quân bị. Delattre là Giám đốc báo chí và truyền thông ở Đại sứ quán Pháp tại Washington, DC, từ năm 1998 đến năm 2002; Phó Giám đốc Văn phòng Bộ trưởng Bộ Ngoại giao Pháp từ năm 2002 đến năm 2004; Tổng lãnh sự Pháp tại thành phố New York từ năm 2004 đến năm 2008; và Đại sứ Pháp tại Canada từ năm 2008 đến năm 2011.

## Các hoạt động khác
- Đại học Columbia, Viện châu Âu, Thành viên Ban cố vấn.[8]
- Trường Quốc tế Liên Hợp Quốc (UNIS), Ủy viên quản trị danh dự.[9]